# Arthur Messinger Comey
Arthur Messinger Comey (* 10. November 1861 in Boston; † 6. April 1933 in Cambridge) war ein US-amerikanischer Chemiker und Hochschullehrer.

## Leben
Comey studierte von 1878 bis 1882 Chemie an der Harvard University, 1883 in Zürich und 1884/85 in Heidelberg, wo er auch promoviert wurde. 1885 bis 1887 war er an der Harvard-Universität Instructor für Chemie und ab 1889 am Tufts-College in Boston Professor für Chemie. Ab 1893 war er analytisch-chemischer Berater und ab 1906 Direktor des Eastern Res. Laboratory von DuPont in Chester (Pennsylvania). 1920/21 arbeitete er am Chemical Department in Wilmington (Delaware) und danach in Cambridge (Massachusetts).
Er war Mitglied der American Academy of Arts and Sciences (1891), der American Chemical Society und der Society of Chemical Industry. Bestattet wurde er auf dem Rock Hill Cemetery in Foxborough.

## Veröffentlichungen
- Dictionary of Chemical Solubilities, 1921
- The action of fluoride of silicon on organic bases; 1887